# Ni-ja
Ni-ja (čínsky pchin-jinem Níyǎ, znaky 尼雅) je archeologické naleziště, které se nachází na jižním okraji Tarimské pánve v dnešní oblasti Sin-ťiang v Číně. Archeologové zde objevili množství dávných pozůstatků. Oáza Ni-ja totiž kdysi bývala důležitým obchodním centrem na jižní větvi Hedvábné cesty procházející pouští Taklamakan. V dávných dobách tudy procházely karavany velbloudů, jež převážely zboží z Číny do Střední Asie.

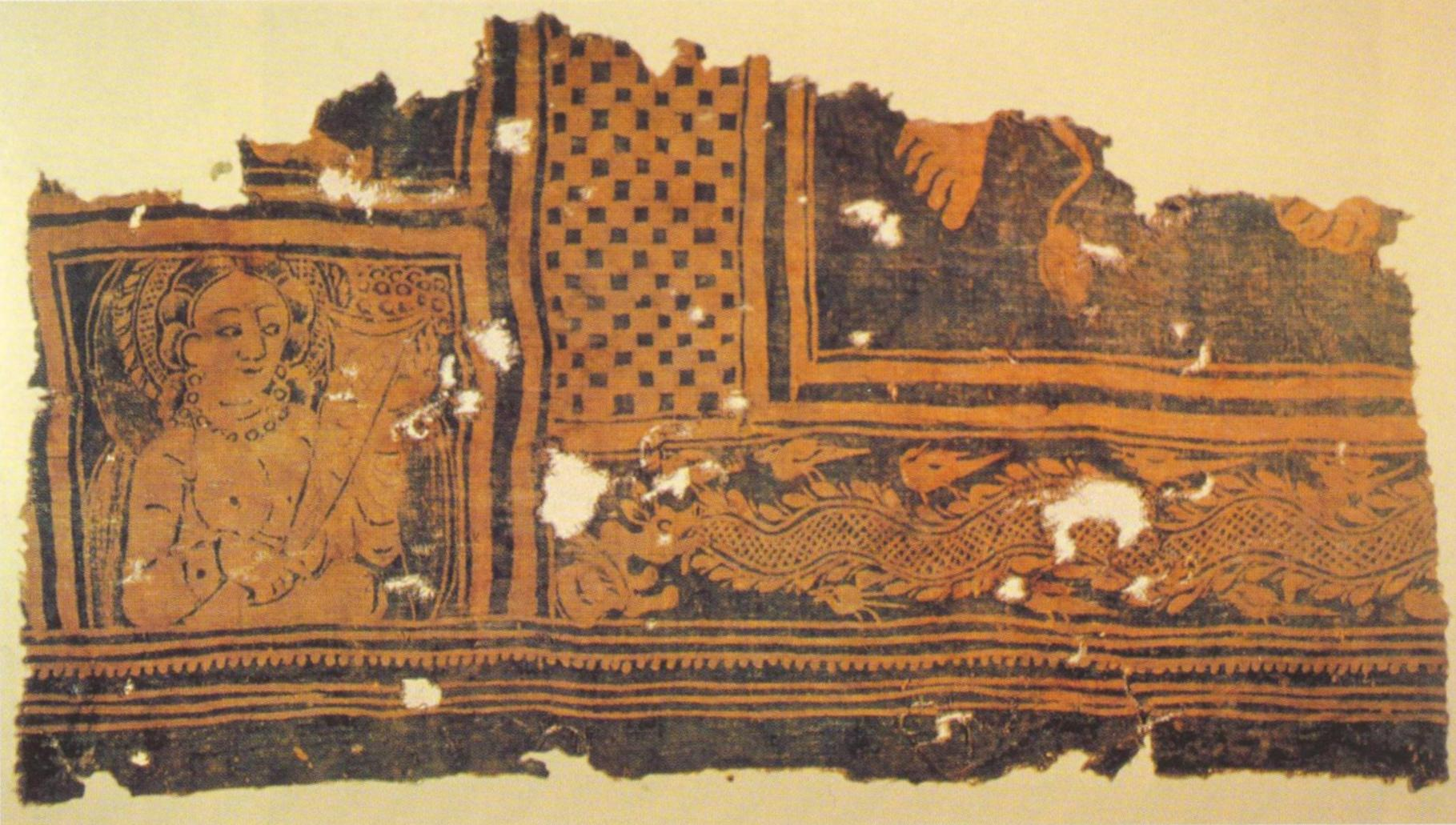
Batikovaná textilie z naleziště Ni-ja

## Vykopávky
Společná čínsko-japonská archeologická expedice získala oficiální povolení k vykopávkám v roce 1994. Vědci zde objevili pozůstatky lidského osídlení včetně asi stovky obydlí, pohřebišť, přístřešků pro zvířata, sadů, zahrad a zemědělsky obdělávaných polí. V lidských obydlích nalezli dobře zachované nástroje, jako například železné sekery a srpy, dřevěné kyje, keramické vázy a hliněné nádoby se zachovalými zbytky obilí. Lidské pozůstatky, jež zde byly objeveny, zavdaly podnět ke spekulacím o jejich indoevropském původu.
Archeologické nálezy z ruin oázy Ni-ja jsou uloženy v Tokijském národním muzeu.